# Real Club de Polo
Maillots
Le Real Club de Polo de Barcelona est un club sportif situé à Barcelone, en Espagne. Créée en 1897, elle comptait 9 000 membres au moment des Jeux olympiques d'été de 1992. Normalement utilisé pour le polo, le hockey sur gazon, le tennis, le squash et la natation par ses membres, le club était le lieu de la compétition olympique d'équitation (dressage, saut d'obstacles et finales de concours complet) et de la partie d'équitation des épreuves de pentathlon moderne.

## Trophées

### Hommes
- Championnat d'Espagne: 15
  - 1957-1958[1], 1958-1959, 1969-1970, 1976-1977, 1977-1978, 1979-1980, 1980-1981, 1981-1982, 2001-2002, 2002-2003, 2007-2008, 2012-2013, 2013-2014, 2014-2015, 2017-2018

- Coupe d'Europe de hockey sur gazon des clubs champions: 1
  - 2003-2004

- Coupe d'Espagne: 31
- 1916, 1917, 1922, 1924, 1925, 1929, 1941, 1957, 1958, 1959, 1960, 1962, 1964, 1970, 1974, 1976, 1979, 1980, 1981, 1982, 1983, 1989, 1996, 2003, 2008, 2013, 2014, 2016, 2017, 2019, 2020

### Femmes
- Championnat d'Espagne: 9
  - 1964, 1965, 1972, 1973, 1977, 1978, 1979, 2003, 2006

- Coupe d'Espagne: 3
  - 2003, 2004, 2005